# Trattato di Friburgo (1476)
Il trattato di pace di Friburgo venne stipulato nel Luglio del 1476 tra il Ducato di Savoia da un lato e dall'altro il Cantone di Berna ed i suoi alleati: la città di Friburgo, i Vescovi-Conti di Sion ed altri confederati.

## Premesse
La reggente del Ducato di Savoia, Iolanda di Valois e suo cognato Giacomo di Savoia, conte di Romont e signore del Vaud, si erano alleati con il Duca di Borgogna, Carlo il Temerario, nella sua guerra contro gli Svizzeri e la Francia. 

In seguito alla ripetuta occupazione del Vaud da parte dei Bernesi ed i loro alleati e soprattutto dopo le rovinose sconfitte di Carlo nelle battaglie di Grandson e di Morat, i Savoia furono costretti a richiedere la pace.

## La pace
Nel trattato di pace stipulato proprio a Friburgo, questa città ottenne la sua indipendenza dai Savoia e si annetté diverse terre dei loro domini (e dopo pochi anni nel 1481, Friburgo entrò ufficialmente a far parte della confederazione Svizzera come nuovo cantone). 

I Vescovi-Conti di Sion del Vallese strapparono ai Savoia la parte del Vallese fino ad allora rimasta sotto il loro controllo (Basso Vallese). Il Cantone di Berna si espanse a spese del Vaud savoiardo, con l'annessione dei Pays-d'Enhaut e il protettorato sulla contea di Gruyère. 

In particolare venne inoltre stabilito che Giacomo di Savoia, ritenuto tra i responsabili del conflitto, venisse privato dei suoi appannaggi personali ed inoltre venisse allontanato da quel che rimaneva della Baronia del Vaud, la quale non avrebbe mai più dovuto essere staccata a titolo di appannaggio dal ducato di Savoia, in favore di rami cadetti.